# Lukaseder (Gemeinde Edelschrott)
Lukaseder ist ein Ort in der Weststeiermark sowie eine Rotte in der Marktgemeinde Edelschrott im Bezirk Voitsberg in der Steiermark. Der Ort wird von der Statistik Austria nicht als abgegrenzter Ortsteil gelistet, findet sich aber auf vielen Karten und wird im Österreichischen Amtskalender als Rotte geführt.

## Lage und Geographie
Lukaseder liegt im nordöstlichen Teil der Marktgemeinde Edelschrott, im Norden der Katastralgemeinde Edelschrott an den nördlichen Hängen des Jurikogels. Im Westen fließt die Teigitsch am Ort vorbei, die im Süden zum Hirzmann-Stausee aufgestaut wird. Der Marktort Edelschrott liegt nordwestlich von Lukaseder. Südlich und südwestlich liegen die Streusiedlungen Mittlerer Herzogberg und Wöllmiß, während sich der zu Edelschrott gehörende Ortsteil Unterer Herzogberg westlich befindet. 
Durch Lukaseder verläuft die L346, die St. Martiner-Straße.

## Wirtschaft und Infrastruktur
Die Gegend um Lukaseder ist land- und forstwirtschaftlich geprägt.
Direkt durch Lukaseder verläuft die L346, die St. Martiner-Straße, die Edelschrott mit Sankt Martin am Wöllmißberg verbindet.